# Heiligste Dreifaltigkeit (Egenhofen)

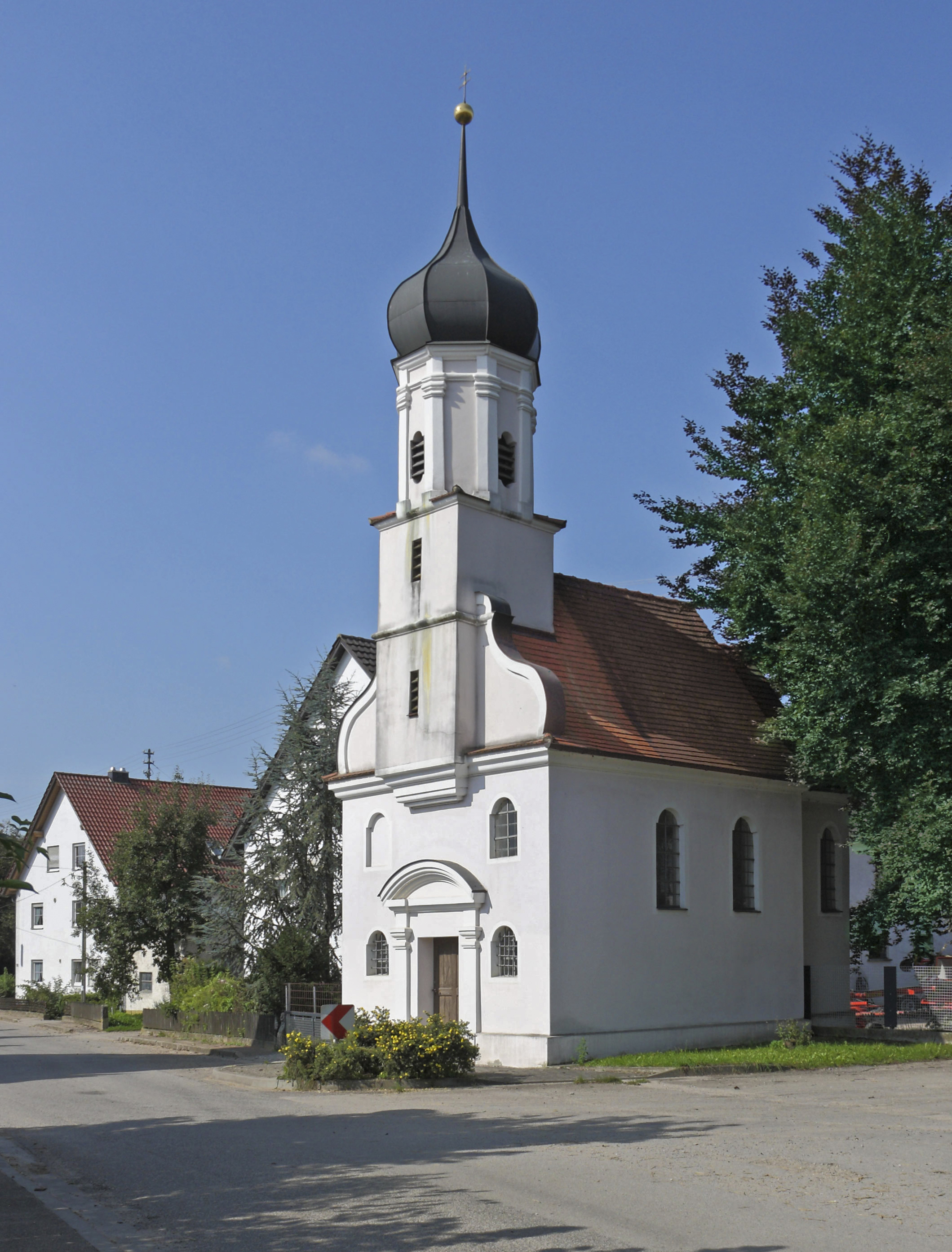
Heiligste Dreifaltigkeit in Egenhofen

Die römisch-katholische Filialkirche Heiligste Dreifaltigkeit steht in Egenhofen, einem Gemeindeteil von Kammeltal im schwäbischen Landkreis Günzburg in Bayern. Die Filialkirche ist in der Liste der Baudenkmäler in Kammeltal als Baudenkmal unter der Nr. D-7-74-145-35 eingetragen.

## Beschreibung
Die Saalkirche wurde 1689 nach einem Entwurf von Valerian Brenner errichtet und 1769 nach Plänen von Joseph Dossenberger umgestaltet. Sie besteht aus einem Langhaus, einem eingezogenen, halbrund geschlossenen Chor im Westen und einer Fassade im Osten, über deren Volutengiebel sich ein quadratischer Dachreiter erhebt, der mit einem achteckigen, mit Pilastern an den Ecken versehenen Geschoss, das den Glockenstuhl beherbergt, aufgestockt, und mit einer Zwiebelhaube bedeckt wurde. Der Innenraum des Langhauses ist mit einer Flachdecke überspannt. Die Fresken, im Chor mit der Kreuzauffindung und im Langhaus mit der Kreuzigung Christi wurden 1769 von Johann Baptist Enderle geschaffen.